# Rhododendron impressopunctatum
Rhododendron impressopunctatum är en ljungväxtart som beskrevs av J. J. Smith. Rhododendron impressopunctatum ingår i släktet rododendron, och familjen ljungväxter. Inga underarter finns listade i Catalogue of Life.